# 埃本斯费尔德
埃本斯费尔德是德国巴伐利亚州的一个市镇。总面积68.73平方公里，总人口5631人，其中男性2844人，女性2787人（2011年12月31日），人口密度82人/平方公里。